# ان‌جی‌سی ۴۴۹۴
ان‌جی‌سی ۴۴۹۴ کهکشانی بیضوی است و در صورت فلکی گیسو واقع شده‌است. این کهکشان در فاصله حدود ۴۵ میلیون سال نوری از زمین واقع شده‌است، که با توجه به ابعاد ظاهری آن، به معنای آن است که ان‌جی‌سی ۴۴۹۴ حدود ۶۰٬۰۰۰ سال نوری از عرض دارد. ان‌جی‌سی ۴۴۹۴ توسط ویلیام هرشل در سال ۱۷۸۵ کشف شد.